# Les Frères Schellenberg

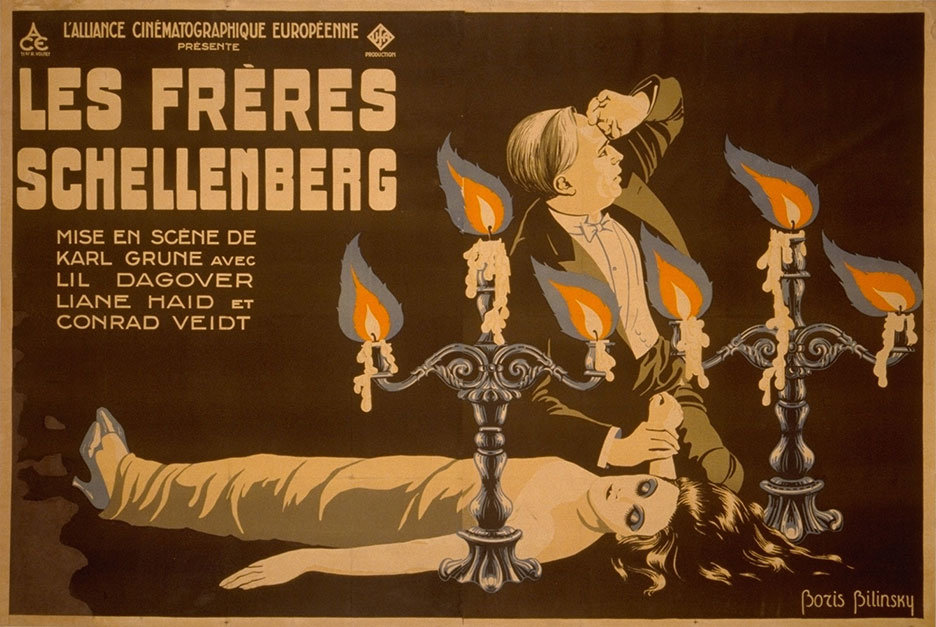
Affiche pour le film allemand « Les Frères Schellenberg » du cinéaste autrichien Karl Grune, en 1926.

Les Frères Schellenberg (Die Brüder Schellenberg) est un film allemand réalisé par le cinéaste autrichien Karl Grune, sorti en 1926.
Basé sur un roman de Bernhard Kellermann, sa première eut lieu à l'Ufa-Palast am Zoo.

## Fiche technique
- Titre : Les Frères Schellenberg
- Titre original : Die Brüder Schellenberg
- Réalisation : Karl Grune
- Scénario : Karl Grune, Willy Haas, Bernhard Kellermann
- Photographie : Curt Courant, Karl Hasselmann
- Cadreur : Helmar Lerski
- Musique : Werner R. Heymann, Erno Rapee
- Direction artistique : Karl Görge, Kurt Kahle
- Producteur : Erich Pommer
- Société de production : UFA
- Société de distribution : UFA
- Pays de production :  République de Weimar
- Format : Noir et blanc — 35 mm — 1,33:1 — Son : Mono (UFAtone)
- Métrage : 2834 mètres
- Genre : Film dramatique
- Durée : 94 minutes (1 h 34)
- Dates de sortie :
  - République de Weimar : 22 mars 1926
  - États-Unis : 20 août 1928

## Distribution
- Conrad Veidt
- Lil Dagover
- Liane Haid
- Henri De Vries
- Werner Fuetterer
- Bruno Kastner
- Julius Falkenstein
- Wilhelm Bendow
- Erich Kaiser-Titz
- Paul Morgan
- Jaro Fürth
- Frida Richard